# Regelleistung (Stromnetz)
Die Regelleistung, auch als Reserveleistung bezeichnet, sorgt dafür, dass im Stromnetz jederzeit die Netzlast mit der eingespeisten elektrischen Erzeugung übereinstimmt, und damit die Netzfrequenz in engem Rahmen konstant und das Netz stabil bleibt. Dazu veranlasst der Übertragungsnetzbetreiber instantane Leistungsanpassungen bei regelfähigen Kraftwerken, Pumpspeicherkraftwerken oder regelbaren Verbrauchern (siehe Laststeuerung). Kraftwerksbetreiber oder Verbraucher mit Flexibilitäten können Regelleistung (d. h. eine Leistungsänderung auf Abruf) in einer zentralen Auktion der Übertragungsnetzbetreiber anbieten. Die Übertragungsnetzbetreiber beschaffen die erforderliche Regelleistung über die Auktion bestmöglich. Die Kosten für die Regelenergiebeschaffung werden auf die für Lastabweichungen verantwortlichen Akteure im Stromnetz (die sogenannten Bilanzkreisverantwortlichen) als sogenannte Ausgleichsenergie umgelegt. Die Beschaffung und der Einsatz von Regelleistung gehört zu den Systemdienstleistungen der Übertragungsnetzbetreiber. Weitere Instrumente zur Sicherstellung der Netzstabilität sind der Redispatch und im Extremfall auch der Lastabwurf.

## Notwendigkeit der Regelung

Variation der Netzfrequenz über 48 Stunden in einigen europäischen und asiatischen Ländern

Elektrische Stromnetze können keine Energie speichern. Daher muss zu jedem Zeitpunkt die eingespeiste Leistung der Summe entnommener Leistung inklusive Transportverlusten entsprechen. Über den Steuerungsmechanismus des Bilanzkreismanagements werden die Marktteilnehmer (Bilanzkreisverantwortliche) an den Strommärkten verpflichtet, auf Basis täglicher Lastprognosen in jeder Viertelstunde des Folgetages immer ebenso viel Energie an den Energiemärkten zu beschaffen oder in den eigenen zugeordneten Kraftwerken zu erzeugen, wie sie an ihrem Bilanzkreis zugeordnete Zählpunkte liefern oder an den Energiemärkten verkauft haben. Auch die Verteilnetzbetreiber sind als Bilanzkreisverantwortliche verpflichtet, prognostizierte Übertragungsverluste auf den Energiemärkten zu beschaffen.
Die tatsächliche Last weicht jedoch von der prognostizierten Last ab, und diese Abweichung muss kompensiert werden. Abweichungen daraus resultieren in Wechselspannungsnetzen in einer Änderung der Netzfrequenz, welche im gesamten Wechselspannungsnetz einheitlich (synchron) ist: Bei einem Überangebot von Leistung kommt es zu einer Abweichung der Netzfrequenz über der Nennfrequenz, bei einem Unterangebot zu einer so genannten Unterfrequenz. Die Abweichung kann sowohl von der Seite der Einspeise- als auch der Ausspeisepunkte verursacht werden. Beispiele sind Kraftwerksausfälle, nicht eingehaltene Bezugsprofile von Großverbrauchern, Prognosefehler bei der Leistung von Windenergie- oder Photovoltaikanlagen sowie der Verlust von Verbrauchern bei Stromnetzausfällen.
Herrscht ein Leistungsdefizit, ist also zusätzliche Leistung notwendig, um die Netzfrequenz wieder auf die Sollfrequenz zu bringen, so spricht man von positiver Regelleistung. Diese zusätzliche Leistung kann durch Zuschalten weiterer Erzeugungsleistung und/oder Abregelung von Verbrauchern erbracht werden. Im umgekehrten Fall spricht man von negativer Regelleistung, die durch Abregelung von Erzeugungsleistung und/oder zusätzlichen Stromverbrauch bereitgestellt werden kann. Je größer eine Regelzone ist, desto kleiner ist der relative Bedarf an Regelenergie, da die Ursachen für die Schwankungen meistens voneinander unabhängig sind und sich daher teilweise gegenseitig kompensieren.
Schwankungen in der Netzspannung und Abweichungen vom Nennwert der Netzspannung sind hingegen stark durch den regionalen Verbrauch und das Angebot bestimmt und werden beispielsweise durch technische Einrichtungen wie Stufenschalter für Leistungstransformatoren, welche in Umspannwerken untergebracht sind, in bestimmten Bereichen ausgeglichen. Dadurch wird gewährleistet, dass die am Netz angeschlossenen Verbraucher eine elektrische Spannung in einem Toleranzbereich um die Nennspannung nahezu unabhängig vom Lastfluss beziehen können.

## Technischer Aufbau der Frequenzregelung

Europäische Verbundsysteme, farblich markiert die Verbundnetze. Der räumliche Bereich des kontinentaleuropäischen Netzes ist blau. Innerhalb eines Verbundsystems ist die Frequenz an jedem Ort gleich.

Die ENTSO-E (Verband Europäischer Übertragungsnetzbetreiber) ist für die Koordination des Betriebs sowie die Erweiterung des europäischen Netzverbundes zuständig. Die ENTSO-E repräsentiert 41 Übertragungsnetzbetreiber aus 34 europäischen Ländern. Die durch die ENTSO-E regulierten Übertragungsnetze sind nicht sämtlich gekoppelt. Das mit Normfrequenz von 50 Hz synchronisierte UCTE-Netz wird im Rahmen der ENTSO-E-Vorgaben als „UCTE synchronous area“ referenziert. Ein sicherer und reibungsloser Netzbetrieb setzt die Wahrung des Gleichgewichts zwischen Energieeinspeisung und -abnahme voraus. Eine Störung dieses Gleichgewichts zieht unweigerlich Änderungen der Netzfrequenz nach sich. Da eine, in einem vorgegebenen Toleranzbereich, konstante Netzfrequenz die Grundlage einer gesicherten Energieversorgung darstellt, wird bei einer Störung der Einsatz von aufeinander abgestimmten Mechanismen zur Frequenzhaltung erforderlich.

### Frequenzregelung in der UCTE
Im Rahmen der UCTE synchronous area werden durch die ENTSO-E gewisse Standards für die Frequenzsteuerung gesetzt. Hierzu gehören die Einteilung der Aufgabe der Frequenzhaltung in verschiedene Regelstufen, Regeln zu Vorhaltungsmindestkapazitäten und zu grenzüberschreitenden Energieflüssen. Folgende Regelstufen werden unterschieden:
- Momentanreserve (instantan): Stabilität ohne Regeleingriff durch die Trägheit der beteiligten rotierenden Massen der verteilten aktiven Generatorsysteme, dies bezeichnet man auch als Grid-Forming - Eigenschaft von Generatoren
- Primärregelung (30 s – 15 min): primär über die Drehzahlregelung an den elektrischen Generatoren der beteiligten Kraftwerke.
- Sekundärregelung (5 min – 15 min)
- Tertiärregelung (15 min – 1 h): auch als Minutenreserve bezeichnet.
- Quartärregelung: zur Kompensation des Gangfehlers der Netzzeit (der Zeit elektrischer Uhren, welche die Netzfrequenz als Zeitbasis haben), welcher durch akkumulierte Abweichungen der Netzfrequenz über längere Zeiträume ausgelöst wird

Die Beschaffung der erforderlichen Regelleistung erfolgt für die deutschen Übertragungsnetzbetreiber über eine gemeinsame Plattform für standardisierte Regelleistungsprodukte im Rahmen des Netzregelverbunds (NRV). Im Zuge der weiteren Kopplung benachbarter Märkte wird auch ein Teil der benötigten Regelleistung für Belgien, Niederlande, Schweiz und Österreich auf dieser Plattform beschafft. Hiervon abgesehen können sich die Regelleistungsprodukte und Ausschreibungskonditionen jedoch weiterhin trotz von ENTSO-E vorangetriebener Vereinheitlichungen europaweit unterscheiden.

#### Momentanreserve
Wenn die Abweichung kleiner als 10 mHz ist, erfolgt abhängig von der verwendeten Primärregelvorhaltung keine Aktivierung der Primärregelung. Das heißt, es gibt ein Totband (Unempfindlichkeitsbereich) von 50 Hz ± 10 mHz (49,99 Hz bis 50,01 Hz), in dem keine Regelung erfolgt. Innerhalb des Totbands erfolgt der Ausgleich zwischen Stromerzeugung und Stromnachfrage ausschließlich über die Trägheiten im Stromsystem, insbesondere durch die kinetische Energie (die Rotation) der elektrischen Generatoren und die mit diesen gekoppelten Strömungsmaschinen wie beispielsweise Dampf- und Gasturbinen. Die Fähigkeit eines Stromsystems, Schwankungen durch Trägheit abzudecken, wird als Momentanreserve bezeichnet.

#### Primärreserve
Die an der Primärregelung teilnehmenden Kraftwerke müssen bei einer quasistationären Frequenzabweichung von ±200 mHz innerhalb von 30 Sekunden die gesamte Primärregelleistung (PRL) erbringen können, d. h. die Leistungsabgabe linear erhöhen bzw. verringern und diese Leistung bis zu 15 Minuten halten. Die dabei zur Verfügung stehende Primärregelleistung, das sogenannte Primärregelband, muss dabei mindestens 2 % der Nennleistung der Anlage entsprechen.

Nicht jedes Kraftwerk beteiligt sich an der Primärregelung, vielmehr muss eine zuverlässige Leistungsbereitstellung durch sogenannte Präqualifikation nachgewiesen werden. Die Bereitstellung von Primärreserve durch teilnehmende Kraftwerke wird durch die Abweichung der Netzfrequenz vom Sollwert automatisch ausgelöst. Dabei wird die Netzfrequenz für den proportionalen Primärregler der an der Primärregelung teilnehmenden Kraftwerke mit der Sollfrequenz verglichen. Kommt es zu einer Abweichung, so wird Primärregelleistung gemäß der Reglerkennlinie aktiviert und die Frequenz so gestützt (bei sprunghafter Lastzunahme) bzw. eine weitere Frequenzsteigerung (bei Lastabnahme) verhindert.

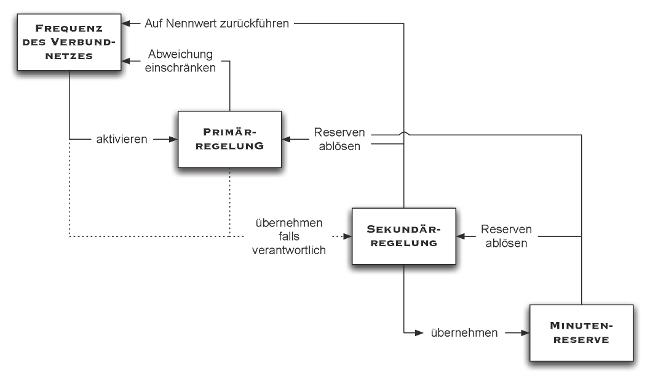
Schema der Frequenzregelung im UCTE-Netz

Durch die Kopplung der PRL-Märkte von Deutschland, Belgien, Niederlande, Schweiz und Österreich entstand der europaweit größte Primärregelleistungsmarkt mit einem Gesamtbedarf von über 750 MW. Seit Mitte Januar 2017 nahm auch der französische Übertragungsnetzbetreiber an der internationalen grenzüberschreitenden PRL-Kooperation der Übertragungsnetzbetreiber von Belgien, Deutschland, Österreich, der Schweiz und den Niederlanden teil. Seitdem wurden auch die Ausschreibungskonditionen von PRL für den französischen Markt entsprechend den Regeln der Kooperation angepasst. Die Erbringung von PRL muss trotz gemeinsamer Plattform immer zu einem erheblichen Anteil regelzonenspezifisch erfolgen. PRL-Importe nach Frankreich werden auf 30 % des Bedarfs von RTE in Höhe von 561 MW limitiert, PRL-Exporte auf 15 % des Bedarfs von RTE. In einem weiteren Schritt folgten 2021 der dänischen und slowenische Netzbetreiber Energinet und ELES.
Windparks, Solaranlagen und andere fluktuierende, erneuerbare Energiequellen können nur negative Regelleistung anbieten, d. h. sie können auf Abruf nur abregeln, aber nicht mehr Leistung bereitstellen. Weiterhin reicht die verfügbare Regelleistung nur, wenn sie zu einem sogenannten „virtuellen Kraftwerk“ kombiniert werden, wie z. B. „Next Pool“ von der Next Kraftwerke oder das virtuelle Kraftwerk der Firma Statkraft.
Bei den meisten Kernkraftwerken, insbesondere bei Leichtwasserreaktoren, ist eine schnelle Lastanpassung im Bereich 40–100 % möglich bei einer Rate von 2 %/Minute. Eine Senkung auf 30 % Leistung und eine Rate von 5 %/Minute sind möglich, falls die Kontrollstäbe speziell dafür ausgelegt sind. Das Anfahren vom ausgeschalteten Kraftwerk dauert mehrere Stunden und, aufgrund der Xenonvergiftung, bis zu einer Woche nach einer Notausschaltung. Alle deutschen Kernkraftwerke nahmen an der Primärregelung teil.
Vorteilhaft für die Primärregelung ist die Frequenzabhängigkeit von bestimmten Lasten. So gilt zum Beispiel für einen Asynchronmotor die Beziehung {\displaystyle P=2\pi \cdot f\cdot M}. Während der Motor also bei einer Frequenzerhöhung {\displaystyle f} eine höhere Leistung {\displaystyle P} vom Netz abfordert, findet dieser Effekt bei Unterfrequenz mit umgekehrtem Vorzeichen statt.

#### Sekundärregelung
Hier muss die gesamte Regelleistung innerhalb von höchstens 5 Minuten erbracht werden können, die Laständerungsgeschwindigkeit muss dabei mindestens 2 % der Nennleistung pro Minute betragen. Zum Einsatz kommen dabei zum Beispiel Pumpspeicherkraftwerke oder auch konventionelle GuD- oder Steinkohlekraftwerke.
Im Gegensatz zur Primärregelung wird hier die Situation in der jeweiligen Regelzone inklusive des Stromaustausches mit anderen Regelzonen betrachtet. Dafür werden die geplanten mit den tatsächlichen Leistungsflüssen zu anderen Regelzonen verglichen und ausgeregelt. Es muss sichergestellt sein, dass die Sekundär- und Primärregelung immer in die gleiche Richtung arbeiten, was durch eine Überwachung der Netzfrequenz sichergestellt wird. Primär- und Sekundärregelung können zeitgleich starten, der sekundäre Regelvorgang sollte entsprechend den Vorgaben des Netzregelverbundes nach spätestens 15 Minuten den primären Regelvorgang abgelöst haben, so dass die Primärregelung wieder zur Verfügung steht.
Die Höhe der sekundär zur Verfügung gestellten Leistung hängt zum einen von der Netzkennzahl und der Frequenzabweichung ab, zum anderen von der Differenz aus den tatsächlichen Austauschleistungen zu Nachbarnetzen und den als Fahrplan deklarierten Austauschleistungen. Der Abruf der Sekundärregelleistung erfolgt automatisiert, dazu sind die entsprechenden Erzeugungseinheiten leittechnisch mit dem Übertragungsnetzbetreiber verbunden. Erzeugereinheiten, die Sekundärregelleistung bereitstellen, müssen dabei besondere Anforderungen erfüllen.

#### Tertiärregelung (Minutenreserve)
Die vorgehaltene Minutenreserveleistung muss innerhalb von 15 Minuten vollständig erbracht werden können, zum Einsatz kommen dabei konventionelle Kraftwerke oder andere Erzeugereinheiten, sowie regelbare Lasten. Als regelbare Lasten werden zum Beispiel Lichtbogenöfen in Stahlwerken oder Nachtspeicherheizungen verwendet.
Auch bei der Tertiärregelung (Minutenreserve) wird zwischen negativer und positiver Regelenergie unterschieden. Früher wurde die Minutenreserve vom Übertragungsnetzbetreiber beim Lieferanten telefonisch angefordert. Seit 3. Juli 2012 wird die Minutenreserve automatisch vom Merit-Order-List-Server (MOLS) abgerufen.
Für die negative Minutenreserve stehen zwei Möglichkeiten zur Verfügung:
- Die Aktivierung zusätzlicher Lasten im Netz in Form von Pumpspeicherkraftwerken.
- Das teilweise oder komplette Herunterfahren von Kraftwerken. Neben der Drosselung von Großkraftwerken kann negative Regelleistung auch durch kollektives Abschalten von Blockheizkraftwerken in Form eines virtuellen Kraftwerks bereitgestellt werden. Dabei sind solche BHKW-Anlagen besonders geeignet, deren Wärmelieferung nicht kontinuierlich gewährleistet sein muss. Jedoch darf deren eingespeister Strom nicht nach EEG vergütet werden, denn eine Parallelvermarktung steht derzeit dem EEG entgegen. Auch durch Windkraft kann mittlerweile negative Minutenreserve bereitgestellt werden. Dafür werden Windkraftanlagen in einem virtuellen Kraftwerk mithilfe von Fernsteuerung und auf Basis meteorologischer Daten, den Erzeugungsleistungen der Anlagen und der jeweiligen Signale der Netzbetreiber dem Bedarf entsprechend heruntergeregelt.[16]

#### Quartärregelung
Netzfrequenzabweichungen können sich über einen längeren Zeitraum akkumulieren und bei Synchronuhren einen Uhrenfehler verursachen. Die Begrenzung der Abweichung wird manchmal Quartärregelung genannt, ist für den technischen Betrieb eines Verbundnetzes nicht notwendig, aber in vielen Verbundnetzen zusätzlich vorhanden. In Europa erfasst Swissgrid im Auftrage des Stromverbundes UCTE die Abweichungen gegen die koordinierte Weltzeit (UTC) und koordiniert die Korrektur der Phasenfehler nach folgender Regel: Bei Überschreitung von ±20 Sekunden wird der Sollwert der Netzfrequenz (Nennnetzfrequenz) um 10 mHz bei vorauseilender Netzzeit auf 49,99 Hz reduziert, bei nacheilender Netzzeit auf 50,01 Hz erhöht. Ohne Berücksichtigung weiterer Abweichungen von der Sollfrequenz dauert die Rückführung einer Zeitabweichung von 20 Sekunden dann 100.000 s oder gut einen Tag (27,77 Stunden).

### Frequenzregelung in Nordeuropa
In Nordeuropa erfolgt die Frequenzregelung nach einer gegenüber Kontinentaleuropa abweichenden Regelstrategie. Die ersten beiden Regelschleifen werden automatisch aktiviert.

#### Frequency controlled normal operation reserve
Frequency controlled normal operation reserve (abgekürzt FCR-N oder FNR) bedeutet übersetzt etwa frequenzgeregelte Normalbetriebsreserve. Die FCR-N wird aktiviert, wenn die Frequenz um ±0,1 Hz von der Sollfrequenz 50 Hz abweicht. Die FCR-N ist auf eine Leistungsänderung von 6000 MW/Hz ausgelegt.
Der Bedarf liegt für das nordische Verbundnetz bei insgesamt 600 MW und wird entsprechend der jährlichen Last auf die Übertragungsnetzbetreiber der Länder aufgeteilt: So entfielen 2013 auf Schweden 230 MW, Norwegen 210 MW, Finnland 138 MW und Dänemark-Ost 22 MW.

#### Frequency controlled disturbance reserve
Frequency controlled disturbance reserve (abgekürzt FCR-D oder FDR) bedeutet übersetzt etwa frequenzgeregelte Störungsreserve. Die FCT-D ist so ausgestaltet, dass sie zwischen 49,9 Hz und 49,5 Hz linear aktiviert wird. Wenn die Frequenz auf 49,5 Hz fällt, muss FCR-D innerhalb von fünf Sekunden zu 50 % und nach 30 Sekunden komplett aktiviert sein.
Der Bedarf an FCR-D hängt vom (N – 1)-Kriterium ab und beträgt normalerweise 1000 MW. Der Auslegungsfall ist im Normalfall der Ausfall eines der schwedischen Kernkraftwerkeblöcke Forsmark 3 bzw. Oskarshamn 3 oder einer Querverbindung. Über die Höhe des Bedarfs wird wöchentlich bestimmt. Der gesamte FDR-Bedarf wird auf die TSO wiederum nach jeweils interner (N  – 1)-Sicherheit aufgeteilt.

#### Fast active disturbance reserve
Fast active disturbance reserve bedeutet übersetzt etwa schnell aktivierte Störungsreserve und muss innerhalb von 15 Minuten aktiviert werden. Ziel ist die Wiederherstellung der primären Regelung.
Der Bedarf wird auf Ebene jedes einzelnen Übertragungsnetzbetreibers bestimmt, wobei lokale Gegebenheiten wie Netzengpässe und Auslegungsfehler berücksichtigt werden. Davon entfallen etwa auf Schweden 1290 MW, Norwegen 1200 MW, Finnland 1000 MW und Dänemark 900 MW (wovon 600 MW sich auch tatsächlich in der Regelzone Dänemark-Ost befinden müssen).

#### Slow active disturbance reserve
Slow active disturbance reserve bedeutet in etwa langsam aktivierte Störungsreserve und muss erst nach 15 Minuten Leistung bereitstellen können.

## Regelzonen

### Deutschland

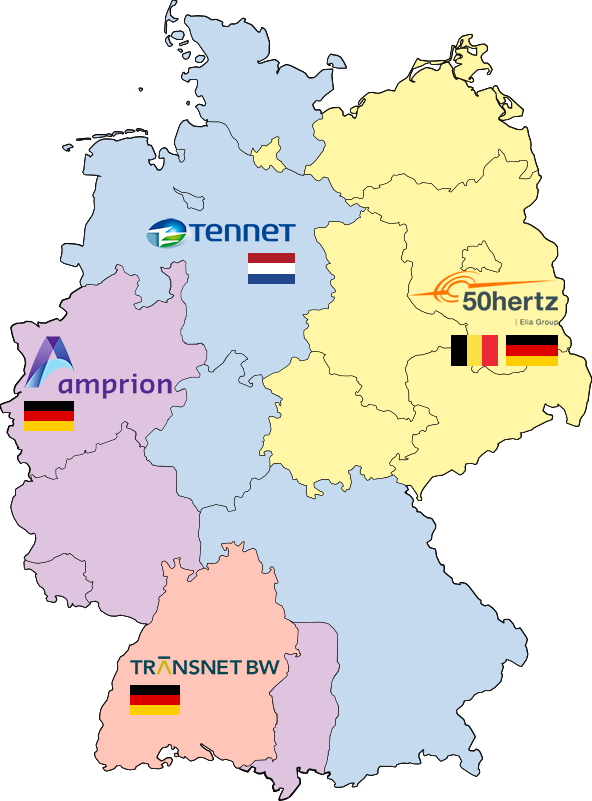
Deutsches Übertragungsnetz von 50Hertz, Amprion, Tennet und TransnetBW

Der von Amprion geführte Netzregelverbund der Bundesrepublik Deutschland ist in vier Regelzonen aufgeteilt, in denen jeweils ein Übertragungsnetzbetreiber die Verantwortung für das Gleichgewicht von Ein- und Ausspeisungen im Stromnetz hat. In Deutschland werden insgesamt 7000 Megawatt positiver Regelleistung (zusätzliche Leistung für den Engpassfall), und 5500 Megawatt negativer Regelleistung (Senkung der Produktion bzw. künstliche Erhöhung des Verbrauchs) vorgehalten. Die Kosten dafür betragen etwa 40 Prozent des gesamten Übertragungsnetzentgeltes.
Zum 1. Mai 2010 wurden auf Anordnung der Bundesnetzagentur in Deutschland der bis dato bestehende Netzregelverbund der drei Übertragungsnetzbetreiber 50Hertz Transmission (früher: Vattenfall Europe Transmission), TransnetBW (früher: EnBW Transportnetze), Tennet TSO (früher: E.ON Netz) um die vierte Regelzone von Amprion (früher: RWE Transportnetz Strom) erweitert, sodass es seither einen einheitlichen deutschlandweiten Netzregelverbund gibt. Dies soll ein sogenanntes Gegeneinanderregeln verhindern, bei dem in verschiedenen Regelzonen gleichzeitig sowohl positive als auch negative Regelenergie eingesetzt wird. Durch den Regelverbund muss weniger Regelleistung vorgehalten und weniger Regelenergie eingesetzt werden, weil sich Leistungsüberschüsse und -bedarfe der vier Regelzonen teilweise kompensieren. Dies soll laut Bundesnetzagentur Einsparungen in dreistelliger Millionenhöhe bewirken.
Die Bundesnetzagentur schließt eine künftig noch intensivere Zusammenarbeit der Übertragungsnetzbetreiber nicht aus. Auch könnte der Regelverbund in Richtung der europäischen Nachbarländer erweitert werden.

### Schweiz
In der Schweiz gab es bis zum Jahreswechsel 2008/2009 insgesamt acht Regelzonen. Diese wurden unter der Swissgrid zusammengeführt.

### Österreich
Österreich war bis 31. Dezember 2011 in zwei Zonen aufgeteilt: Vorarlberg gehörte zur Regelzone VKW-Netz AG (die wiederum zum deutschen Regelzonenblock gehörte), die restlichen Bundesländer gehören zur Regelzone Austrian Power Grid (APG). Bis zum 31. Dezember 2010 war Tirol Bestandteil der Regelzone TIWAG Netz, diese wurde jedoch per 1. Januar 2011 in die APG-Regelzone integriert; in gleicher Weise wurde zum 1. Januar 2012 Vorarlberg in das APG-Netz integriert.

### Nordeuropa
Die Übertragungsnetzbetreiber Energinet.dk (Dänemark), Fingrid (Finnland), Statnett (Norwegen) und Svenska kraftnät (Schweden) bilden zusammen die nordische Regelzone (NORDEL). Eine Besonderheit gibt es in Dänemark: Das Land ist Teil von zwei verschiedenen Verbundnetzen und somit grundsätzlich unterschiedlichen Regelzonen zugeordnet. Beide Verbundnetzzonen werden von Energinet.dk betrieben:
- Dänemark-Ost (auch als DK2 bezeichnet, umfasst Seeland) befindet sich im nordischen Verbundnetz NORDEL.[24][25]
- Dänemark-West (auch als DK1 bezeichnet, umfasst Jütland und Fünen) hingegen läuft synchron mit dem europäischen Verbundsystem (UCTE). Dementsprechend müssen in DK1 auch die Anforderungen an Regelleistung des kontinentaleuropäischen Verbundnetzes erfüllt werden.[18]

Die beiden dänischen Teilnetze können nicht direkt miteinander verbunden werden. Ein Energieaustausch ist über eine Hochspannungs-Gleichstrom-Übertragung, ausgeführt als das Seekabel Great Belt Power Link, möglich.

## Beschaffung von Regelleistung
Die Beschaffung von Regelleistung erfolgt durch die Betreiber von Übertragungsnetzen.

### Beschaffung im deutschen Netzregelverbund
In Deutschland ist dazu wie in den meisten europäischen Ländern ein Ausschreibungsverfahren durchzuführen, welches diskriminierungsfrei und transparent sein muss (§ 22 Abs. 2 EnWG). Die deutschen Betreiber von Übertragungsnetzen haben für die Ausschreibung von Regelenergie eine Internetplattform eingerichtet, über die eine gemeinsame Ausschreibung der Regelleistungsarten abgewickelt wird. Seit dem 1. Dezember 2006 erfolgt die tägliche Ausschreibung der Minutenreserve (Tertiärregelung) auf einer gemeinsamen Internetplattform und seit dem 1. Dezember 2007 die gemeinsame monatliche Ausschreibung der Primär- sowie Sekundärregelung. Seit Mai 2010 sind die vier deutschen Übertragungsnetzbetreiber im optimierten Netzregelverbund zusammengeschlossen. Am 27. Juni 2011 erfolgte für die Primär- und Sekundärregelung eine Umstellung von der monatlichen Ausschreibung auf wöchentliche Ausschreibungen. Der Bedarf an Sekundärregelleistung und Minutenreserve wird dabei regelmäßig überprüft und die Ausschreibungen entsprechend angepasst; in Deutschland erfolgt dies quartalsweise.
Der Verbund regelt in allen Netzgebieten einheitlich die Dimensionierung und die eigentliche Beschaffung sowie Einsatz und Abrechnung von Regelleistung. Für alle Regelzonen gilt seither der sogenannte „regelzonenübergreifende einheitliche Bilanzausgleichsenergiepreis“ (reBAP), über den die Kosten für Regelleistung an die Bilanzkreisverantwortlichen weitergegeben werden. Gleichzeitig werden Situationen vermieden, bei denen zuvor in benachbarten Regelzonen gleichzeitig positive (Energiezufuhr) und negative Regelleistung (Reduzierung der Kraftwerkseinspeisung) eingesetzt wurde.
Potentielle Anbieter von Regelleistung müssen sich zunächst bei einem der vier ÜNB präqualifizieren, das heißt, sie müssen nachweisen, dass sie die technischen Anforderungen zur Erbringung von einer oder mehrerer Arten Regelleistung auch wirklich erfüllen können. Im Juli 2017 waren 64 Anbieter präqualifiziert, davon 24 für Primärregelleistung, 37 für Sekundärregelleistung und 52 zur Erbringung von Minutenregelleistung. Das Anbieterspektrum umfasst neben Kraftwerksbetreibern und Stadtwerken auch große Industriewerke.
Das Ausschreibungsverfahren für Regelleistung ist Pay-as-Bid, d. h. jeder Anbieter erhält bei Zuschlag den von ihm angebotenen Preis. Die Erlöse, die unterschiedliche Anbieter für ein Angebot identischer Regelleistung erzielt haben, können somit im Ergebnis weit streuen. Die Vergütung erfolgt über einen Leistungspreis in €/MW, mit dem die Bereithaltung von Regelleistung vergütet wird und im Falle von Sekundär- und Minutenreserveleistung zusätzlich über einen Arbeitspreis in €/MWh, der bei tatsächlich in Anspruch genommener Regelarbeit bezahlt wird. Im ersten Schritt wird die Bereithaltung an die Anbieter mit den geringsten Leistungspreisen vergeben, im nächsten Schritt werden je nach momentanem Bedarf die bereitstehenden Anbieter mit den billigsten Arbeitspreisen aufgerufen.

### Beschaffung in Österreich
In Österreich erfolgt die Ausschreibung von Regelleistung durch Austrian Power Grid durch regelmäßige Ausschreibungen. Die Ausschreibung von Primärregeleistung ist im § 68 des Elektrizitätswirtschafts- und -organisationsgesetzes (ElWOG), deren Kostenwälzung im § 67 ElWOG und die Ausschreibung und Kostenwälzung von Sekundärregelleistung im § 66 ElWOG geregelt.

### Beschaffung in der Schweiz
In der Schweiz beschafft sich Swissgrid seit 2009 die benötigte Regelleistung durch regelmäßige Ausschreibungen am Regelleistungsmarkt. Die Ausschreibungen erfolgten zunächst monatlich, 2012 wurden sie durch wöchentliche und tägliche Ausschreibungen ersetzt.

## Regelenergie und erneuerbare Energieträger
Mit verstärkter Nutzung der Windenergie erhöht sich die erforderliche Regelleistung; es steigt insbesondere der Bedarf an negativer Regelleistung (Absorption von Produktionsspitzen). Obwohl auch erneuerbare Energien potentiell Regelleistung bereitstellen können, ist die derzeitige gesetzliche Regelung eine andere: Das Erneuerbare-Energien-Gesetz verbietet die technisch naheliegende Lösung, bei Windspitzen die Überproduktion an der Quelle, durch Herunterfahren der Leistungsabgabe der Windkraftanlagen, wegzuregeln; vielmehr ist gesetzlich vorgeschrieben, dass der gesamte verfügbare Windstrom ins Netz eingespeist und vergütet wird. Eine Abregelung gemäß § 11 EEG darf derzeit nur bei Netzengpässen erfolgen.
 In der Realität hat sich allerdings gezeigt, dass die bereitgestellte Regelleistung in den letzten Jahren jedoch leicht abgenommen hat. Obwohl sich in Deutschland die installierte Leistung von Windkraft- und Photovoltaikanlagen von 27 auf 78 GW (Stand: ca. 2014) verdreifacht hat und beide Technologien zusammen nun 15 % des deutschen Stromes produzieren, sank die benötigte Regelleistung im Zeitraum 2008 bis 2014 um 15 %, die Kosten für Regelleistung fielen sogar um ca. 50 %. Als ursächliche Faktoren hierfür werden u. a. verbesserte Einspeiseprognosen und Nachfrageprognosen, weniger Ausfälle von Erzeugern und organisatorische Verbesserungen erwogen. Auch wenn es sich bei diesem Trend um keine kausale Beziehung handelt, deuteten diese Ergebnisse darauf hin, dass es keine direkte Beziehung zwischen Einspeisung von erneuerbaren Energien und erhöhtem Regelleistungsbedarf gibt und dass auch bei hohen Anteilen an variablen Einspeisern andere Faktoren den Regelleistungsbedarf dominieren.
Die Photovoltaik mit ihrer Leistungsspitze in der Mittagszeit kann sich je nach solarer Einstrahlung dämpfend auf den Bedarf an Energie aus Mittellast- und teuren Spitzenlastkraftwerken auswirken und damit auch sekundär auf die Regelleistung, die besonders in der Tagesmitte benötigt wird. Für die Einspeisung aus Photovoltaik werden aufgrund der zunehmenden installierten Gesamtleistung seit 2010/2011 ebenfalls Prognoseprogramme entwickelt. Zudem wurde die Mittelspannungsrichtlinie angepasst und im Juli 2011 mit Übergang bis Anfang 2012 die Richtlinie für Erzeugungsanlagen im Niederspannungsnetz, um das Potential der Photovoltaikanlagen für die Netzregelung allmählich nutzbar zu machen.
Ein besonderes Problem, bekannt als 50,2-Hz-Problem, ergibt sich in Deutschland aus dem starken Zubau von Stromerzeugungsanlagen mit Stromrichtern, insbesondere von Photovoltaikanlagen. In der Vergangenheit wurden die Solarwechselrichter aufgrund gültiger Normen so ausgelegt, dass sie sich bei einer Netzfrequenz von 50,2 Hz (also der oberen Grenze dessen, was durch die Primärregelleistung abgedeckt werden kann) automatisch vom Netz trennen. Diese Normen stammten noch aus Zeiten, in denen Photovoltaikanlagen nur marginale Anteile an der Stromerzeugung hatten. Das führt heute aber dazu, dass sich bei Erreichen der Netzfrequenz von 50,2 Hz – die bei einer größeren Netzstörung durchaus erreicht werden kann – schlagartig ein großer Teil der Erzeugungsleistung vom Netz trennt. Für Anlagen, die nach dem 1. April 2011 errichtet wurden und werden, wird dieses Problem vermieden: Die Hersteller von Solarwechselrichtern müssen nun die Abschaltfrequenz gleichverteilt zwischen 50,2 Hz und 51,5 Hz einstellen oder aber eine frequenzabhängige Wirkleistungsreduktion implementieren. Am 26. Juli 2012 trat die Systemstabilitätsverordnung (SysStabV) in Kraft. In dieser ist die Nachrüstung von bestimmten Photovoltaikanlagen geregelt. Danach werden sich die nachgerüsteten Photovoltaikanlagen zukünftig nicht mehr fest bei einer Frequenz von 50,2 Hertz (Hz), sondern in einem gestuften Prozess vom Netz trennen.

## Kosten für Ausgleichsenergie
Die Kosten für Regelleistung werden den Bilanzkreisverantwortlichen, das heißt Kraftwerksbetreibern und Stromversorgern, verursachungsgerecht in Abhängigkeit von Höhe und Richtung ihrer Prognoseabweichung in Rechnung gestellt. Dazu dient der Ausgleichsenergiepreis (reBAP). Dieser viertelstündliche Preis ermittelt sich als Regelleistungskosten in der jeweiligen Vierteilstunde geteilt durch die anfallende Regelleistungsmenge der Viertelstunde.

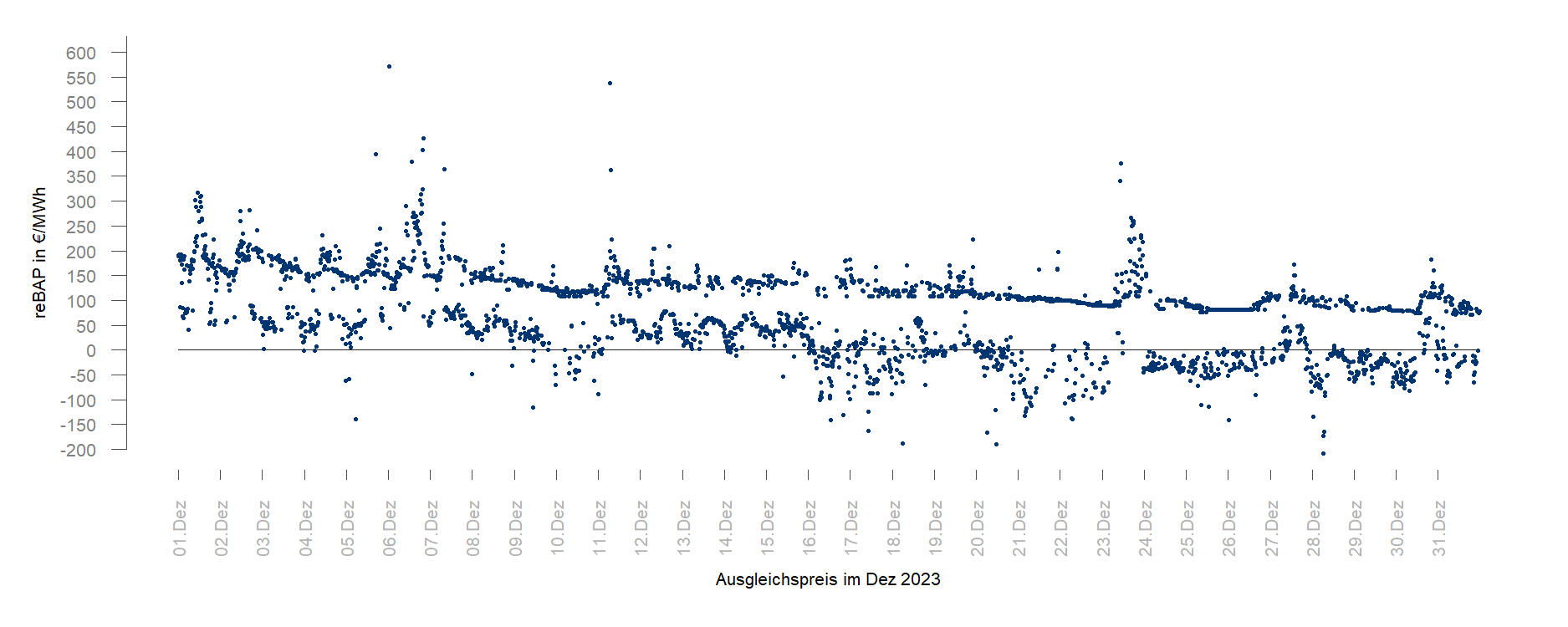
Ausgleichsenergiepreise Dezember 2023 des deutschen Regelverbunds. 5 sehr hohe Preise erscheinen nicht auf der Grafik.

Im Dezember 2023 wurde im deutschen Regelverbund in 2348 Viertelstunden ein positiver reBAP ermittelt. Dieser lag im Mittel bei 115, 97 €/MWH und im Median bei 107,18 €/MWh. Das Maximum lag bei 9189,60 €/MWh. In 628 Viertelstunden wurde ein negativer reBAP ermittelt. Dieser lag im Mittel bei −37,19 €/MWh und im Median bei −30,63 €/MWh. Das Minimum lag bei −207,58 €/MWh. Der sich ergebende reBAP hängt offensichtlich vom Zustand der Regelzone, d. h. vom Regelsaldo ab. Dabei konnten bei einer überdeckten Regelzone oft noch positive Preise für den überschüssigen Strom erzielt werden. Oft müssen die Abnehmer aber auch für die Abnahme bezahlt werden:

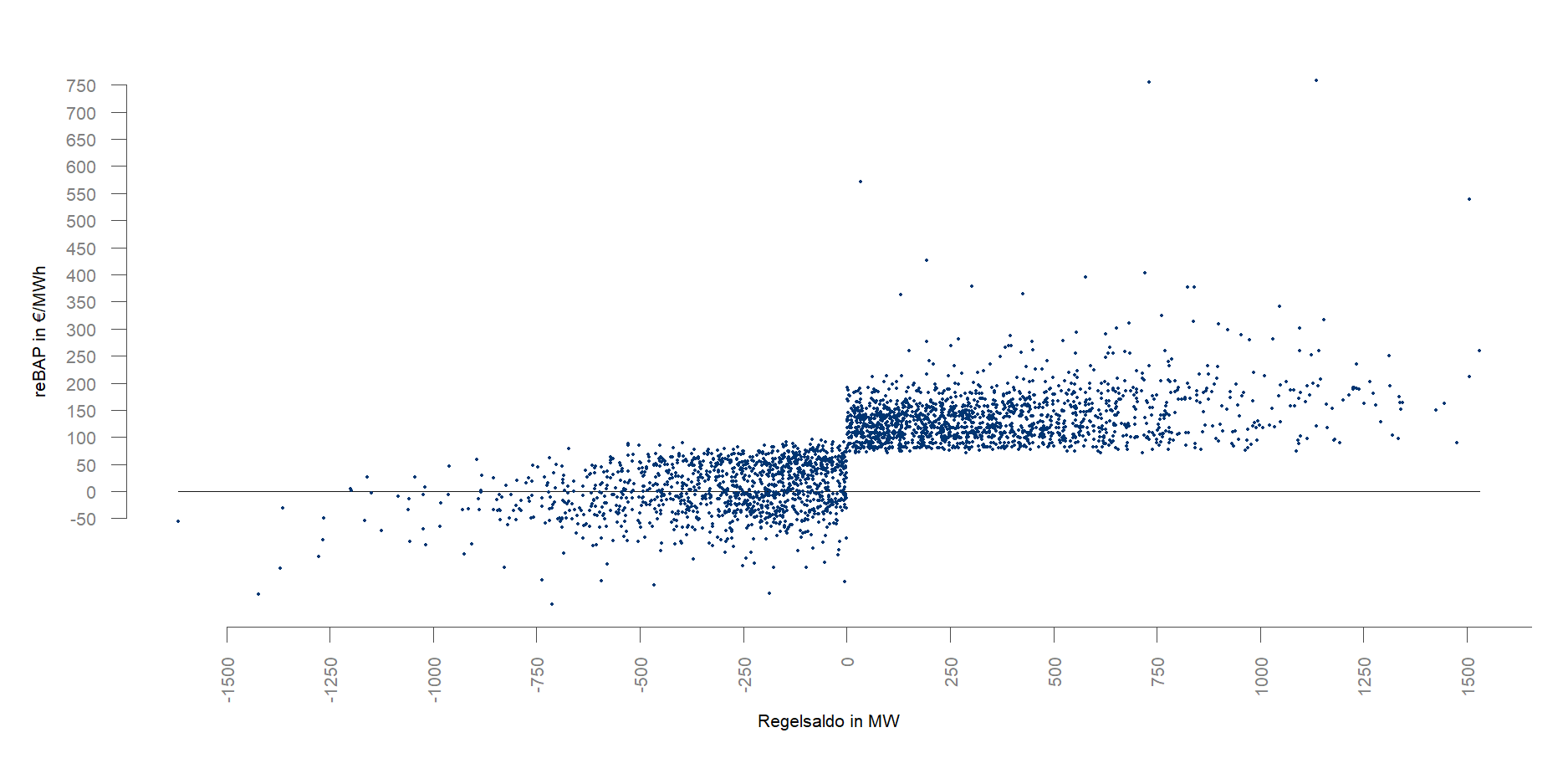
Regelsaldo und Ausgleichsenergiepreis im deutschen Regelverbund, Dezember 2023. Drei Preisausreißer liegen außerhalb der Grafik.

Für die Inanspruchnahme von Ausgleichsenergie kann sowohl eine Vergütung wie auch eine Zahlung fällig werden. Gleicht die eigene Prognoseabweichung in der jeweiligen Viertelstunde die Regelzone aus, führt das zu einer Vergütung in Höhe von reBAP mal Prognoseabweichung, geht sie in dieselbe Richtung wie die Regelzone, führt dies zu einer entsprechenden Zahlung. Insgesamt entsprechen die Zahlungen und Vergütungen an die Bilanzkreisverantwortlichen genau die Kosten zum Ausgleich der Regelzone.
Der durch den Ausbau von erneuerbaren Energien notwendige erhöhte Bedarf an Regelleistung lag im Jahr 2006 für die Regelzone Deutschland im Bereich von ca. 300 bis 600 Mio. Euro, wobei in dieser Summe auch Transaktionskosten und weitere nicht zugehörige Kostenfaktoren mit einberechnet sind.